# Crèvecœur-sur-l'Escaut

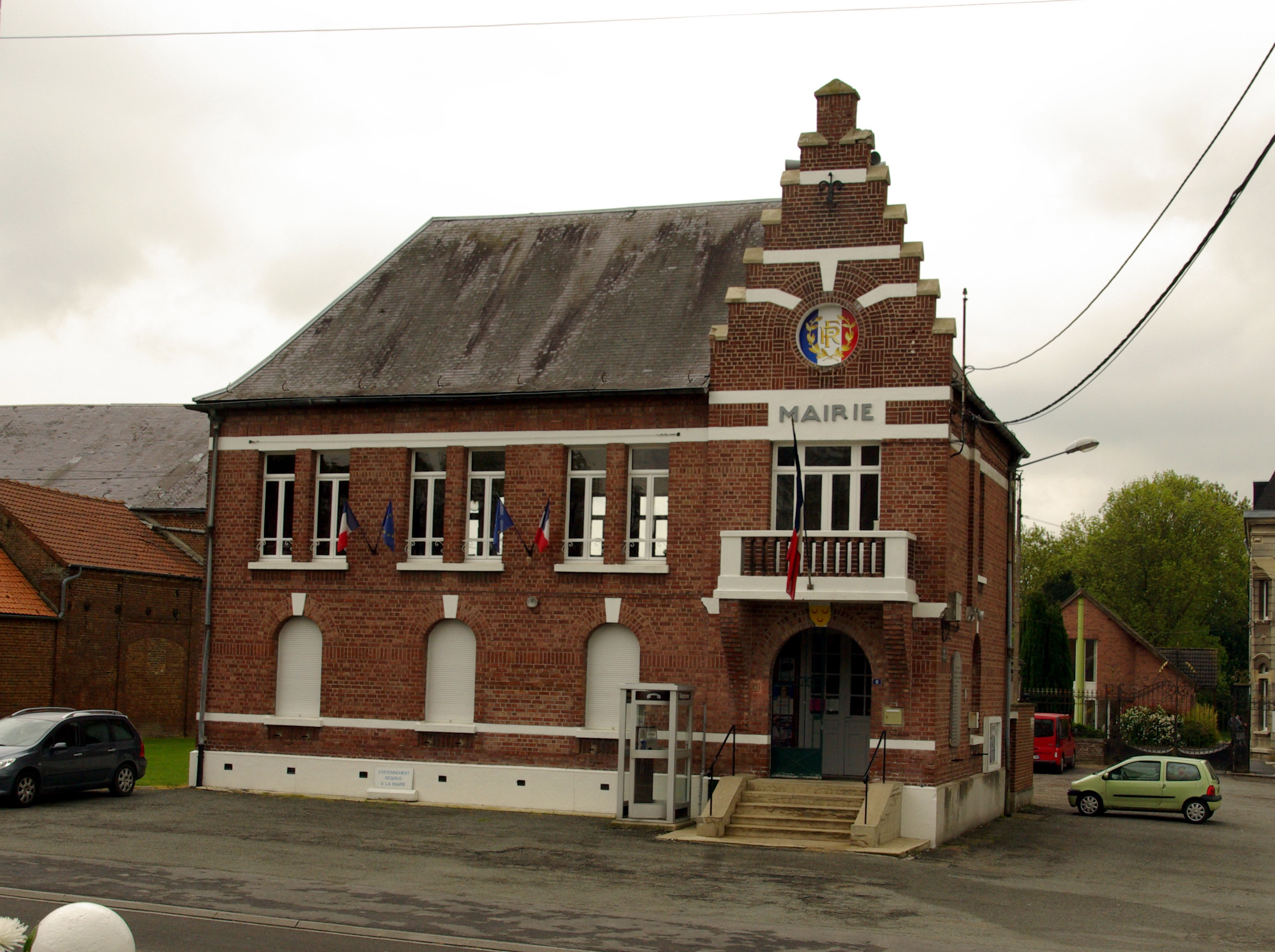
Gemeentehuis van Crèvecœur

Crèvecœur-sur-l'Escaut is een gemeente in het Franse Noorderdepartement (regio Hauts-de-France) en telt 643 inwoners (1999). De plaats maakt deel uit van het arrondissement Cambrai.

## Geografie
De oppervlakte van Crèvecœur-sur-l'Escaut bedraagt 18,9 km², de bevolkingsdichtheid is 34,0 inwoners per km².
De onderstaande kaart toont de ligging van Crèvecœur-sur-l'Escaut met de belangrijkste infrastructuur en aangrenzende gemeenten.

## Demografie
Onderstaande figuur toont het verloop van het inwonertal (bron: INSEE-tellingen).